# Останній дарунок
«Останній дарунок» (англ. The Ultimate Gift) — драматичний фільм режисера Мішеля О. Саджбела знятий за однойменним романом письменника Джима Стовела, заснованому на реальних подіях. У ролі сценариста виступила Шеріл Мак-Кей. Прем'єра картини У США і Канаді відбулася 09 березня 2007 року. У 2013 році вийшло продовження під назвою The Ultimate Life.

## Сюжет
Джейсон, розбалуваний плейбой, що купається у грошах свого супербагатого дідуся Говарда Стівенса, але це не заважає йому ненавидіти свого благодійника. Молодий гультяй не сумнівається, що зі смертю Говарда увесь спадок миттєво перейде у його кишеню, але, покинуваши цей світ, старий залишає Джейсону несподіваний подарунок. Юнак отримає спадок тільки якщо впорається з 12 завданнями, які для багатія з претензіями стануть величезним іспитом на межі можливого.

## 12 дарунків
| 1. | Дарунок праці           |
| 2  | Дарунок проблем         |
| 3  | Дарунок дружби          |
| 4  | Дарунок щедрості        |
| 5  | Дарунок вдячності       |
| 6  | Дарунок сім'ї           |
| 7  | Дарунок навчання        |
| 8  | Дарунок цінності грошей |
| 9  | Дарунок сміху           |
| 10 | Дарунок ідеального дня  |
| 11 | Дарунок мрії            |
| 12 | Дарунок любові          |

## Музика
Музику до фільму написав Марк Маккензі. У кульмінаційний момент фільму звучить пісня, «Something Changed» написана та виконанна співачкою Сарою Гровс. Також у фільмі можна почути пісні «Gotta Serve Somebody» Боба Ділана, «The Thrill Is Gone» від Бі Бі Кінга та «Crazy» у виконанні Петсі Клайн.